# 가스피 사건
가스피 사건(영어: Gaspee affair)은 미국 독립 혁명으로 이어지는 중요한 사건이었다. HMS 가스피는 1772년 뉴포트, 로드아일랜드주 주변에서 항해법을 집행하던 영국 왕립 해군의 세수 스쿠너였다. 6월 9일 워릭, 로드아일랜드 해안에서 우편선 해나를 추격하던 중 얕은 물에 좌초되었다. 에이브러햄 위플과 존 브라운 1세가 이끄는 일단의 사람들이 가스피 호를 공격하여 승선하고 흘수선까지 불태웠다.
이 사건은 특히 1770년 보스턴 학살 이후 발생했기 때문에 미국 식민지 주민들과 왕실 관리들 사이의 긴장을 급격히 고조시켰다. 로드아일랜드의 왕실 관리들은 식민지의 합법적인 무역에 대한 통제를 강화하고 밀수를 근절하여 식민지로부터의 수입을 늘리는 것을 목표로 했다. 동시에 로드아일랜드 주민들은 주로 삼각 노예 무역에 대한 참여에 의존했던 식민지의 전통적인 사업을 방해했던 1765년 인지세법, 타운젠드 법 및 기타 영국 정책에 점점 더 반대했다.
내러갠싯만에서 발생한 유사한 사건들과 함께, 이 사건은 보스턴 차 사건보다 1년 이상 앞서며 13개 식민지 전체를 다가오는 독립 전쟁으로 이끈 영국령 북미에서 왕실 권위에 대한 폭력적인 봉기의 첫 번째 행동이었다.

## 배경
영국 세관은 18세기 13개 식민지에서 강력한 저항에 직면했던 역사를 가지고 있다. 영국은 이 기간 동안 전쟁 중이었고 해외 식민지를 자극할 전략적 위치에 있지 않았다. 여러 후임 정부는 프렌치 인디언 전쟁(북미에서의 7년 전쟁의 구성 요소)에서 영국의 승리 이후 식민지 내 통제를 강화하고 전쟁의 막대한 비용 중 일부를 회수하기 위해 새로운 정책을 시행했다. 그레이트브리튼 의회는 멀리 떨어진 식민지 경계를 따라 군사 및 해군 방어 태세를 강화하고 프랑스와의 전쟁을 수행하면서 영국이 incurred했던 부채를 갚기 위해 수입이 필요하다고 주장했다.
한 정책은 왕립 해군 장교들에게 미국 항구에서 관세법을 집행할 권한을 위임하는 것을 포함했다. 해군은 6척의 마블헤드 슬루프와 스쿠너를 구입하고 캐나다에서 최근 확보한 영토를 기반으로 St John, St Lawrence, Chaleur, Hope, Magdalen, Gaspee와 같은 프랑스식 이름을 영어식으로 변경했다.
집행은 내러갠싯만에서 점점 더 침해적이고 공격적으로 변했다. 로드아일랜드 주민들은 마침내 1764년에 HMS St John를 공격했고, 1768년 뉴포트 항구의 염소섬에서 HMS Liberty를 불태웠다.

### 더딩스턴과 HMS 가스피
1772년 초, 윌리엄 더딩스턴 중위는 세관 징수와 화물 강제 검사를 시행하기 위해 HMS 가스피 호를 로드아일랜드주의 내러갠싯만으로 항해했다. 그는 2월에 로드아일랜드에 도착하여 조지프 원턴 주지사를 만났다. 그가 내러갠싯만을 순찰하기 시작한 직후, 가스피 호는 2월 17일 슬루프 포춘을 정지시키고 검사하여 미신고 럼주 12 럼 통을 압수했다. 더딩스턴은 압류된 물품이 로드아일랜드 항구에 남아 있으면 식민지 주민들이 되찾아갈 것이라고 믿고 포춘과 압류된 럼주를 보스턴으로 보냈다.
더딩스턴이 포춘을 보스턴으로 보낸 이 대담한 행동은 로드아일랜드 식민지 내에서 분노를 불러일으켰다. 왜냐하면 더딩스턴은 이 압류에 대한 재판이 어디에서 열려야 하는지를 결정하는 권한을 스스로 행사함으로써 원턴 주지사의 권한을 완전히 무시했기 때문이다. 게다가, 식민지 내에서 발생한 체포에 대해 로드아일랜드 외부에서 재판을 하는 것은 1663년 로드아일랜드 왕실 헌장에 대한 직접적인 위반이었다.
이후 더딩스턴과 그의 승무원들은 수색, 승선, 압류에 더욱 공격적으로 변했으며, 심지어 해안에 있던 상인들을 멈춰 세우고 그들의 상품을 강제로 수색하기까지 했다. 대중의 분노와 분개는 특히 가스피 호에 대한, 그리고 전반적으로 영국에 대한 반감으로 계속 고조되었다. 지역 보안관은 더딩스턴을 체포하겠다고 위협했고, 존 몬태규 제독은 더딩스턴의 작전 중 압류된 선박을 구하려 시도하는 누구든지 해적으로 교수형에 처하겠다고 위협하는 서신으로 응답했다.
3월 21일, 로드아일랜드 부지사 다리우스 세션스는 더딩스턴에 관해 원턴 주지사에게 서신을 보내 더딩스턴의 권한 근거를 조사해 달라고 요청했다. 이 서신에서 세션스는 스티븐 홉킨스 대법원장의 의견을 포함했는데, 그는 "어떤 선박의 사령관도 이 식민지 관할권 내에 들어왔을 때 처음으로 마땅히 해야 할 주지사에게 미리 신청하여 그렇게 할 권한을 보여주지 않고서는 식민지 본토에서 어떤 권한도 행사할 권리가 없다"고 주장했다. 원턴은 다음 날 더딩스턴에게 "이 식민지의 관할권 내에 처음 들어왔을 때 마땅히 해야 할 임무였던 귀하의 임명장과 지침이 있다면 나에게 제시하라"고 요구하는 서신을 보냈다. 더딩스턴은 주지사에게 무례한 답신을 보내 배를 떠나거나 로드아일랜드 내에서 원턴의 선출된 권한을 인정하는 것을 거부했다.

## 사건

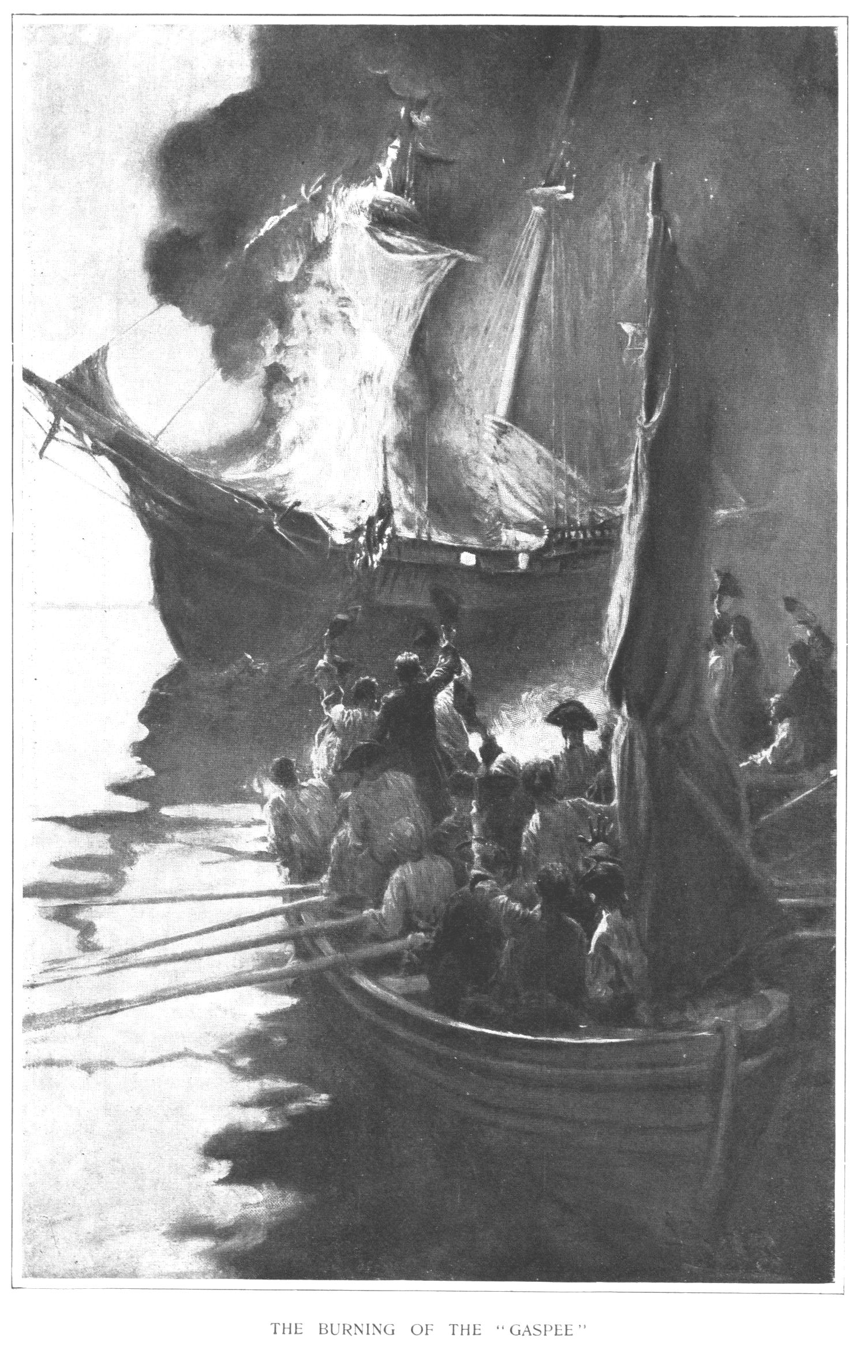
1883년 8월 하퍼스 매거진의 HMS 가스피 호 소각 삽화

6월 9일, 가스피 호는 우편선 해나를 추격하다가 만의 북서쪽 얕은 물, 현재 가스피 포인트 지점에 좌초되었다. 승무원들은 배를 자유롭게 할 수 없었고, 더딩스턴은 만조를 기다려 배를 띄우기로 결정했다. 그러나 그 전에 존 브라운 1세가 이끄는 프로비던스 출신의 일단의 사람들이 "그 배가 매일 일으키는 문제와 짜증을 끝낼 기회"를 잡기로 결정했다. 그들은 6월 10일 새벽에 배로 노를 저어 가서 승선했다. 승무원들은 약한 저항을 했고, 그 과정에서 핸드스파이크로 공격받았으며, 더딩스턴 중위는 사타구니에 총을 맞아 부상당했다. 승선자들은 배의 서류를 대충 훑어본 후 승무원들을 배 밖으로 강제로 내보내고 불을 질렀다.
배에서 강제로 쫓겨난 며칠 후, 더딩스턴은 이전 식민지 화물 압류로 인해 보안관에게 체포되었다. 그의 지휘관 몬태규는 벌금을 지불하여 그를 석방했고, 즉시 그를 영국으로 돌려보내 사건에 대한 군법 회의에 회부했다.
조지프 버클린은 더딩스턴을 쏜 사람이었으며, 다른 참가자들로는 브라운의 형제인 프로비던스의 조지프, 브리스톨의 시메온 포터, 워릭의 로버트 윅스가 있었다.

### 혐의와 조사 위원회
이전에도 영국 해군 선박에 대한 미국인들의 공격이 있었지만 처벌받지 않았다. 한 사례에서는 세관 요트가 불에 타 파괴되었지만 행정적 대응이 없었다.
그러나 1772년, 해군 본부는 정박 중인 군함 한 척의 파괴를 무시하지 않았다. 아메리칸 부서는 법무관과 검찰총장과 상의하여 법적 및 헌법적 선택권을 조사하고 추밀원에 자문했다. 여기에는 왕실 조선소 방화 혐의도 포함되었지만, 가스피 호가 불에 탈 당시 조선소에 있지 않았기 때문에 법적으로 신뢰할 수 없다는 이유로 기각되었다.
왕실은 수세기 된 조사 기관인 왕립 조사 위원회에 의존했으며, 매사추세츠, 뉴욕, 뉴저지 대법원장, 보스턴 부해사법관, 로드아일랜드 주지사 원턴으로 구성되었다.
4월에 통과된 조선소법은 영국 선박을 불태운 혐의를 받는 사람은 영국으로 인도되어 재판을 받아야 한다고 요구했지만, 가스피 습격자들은 반역죄로 기소되었다. 위원회의 임무는 어떤 식민지 주민들이 영국으로 송환되어 재판을 받을 만큼 충분한 증거를 가지고 있는지 결정하는 것이었다. 위원회는 충분한 증거를 확보하지 못했고 사건을 처리할 능력이 없다고 선언했다.

### 휘그당의 반응
식민지 휘그당은 미국인들이 재판을 위해 영국으로 보내질 가능성에 경악했고, 위기 상황에 대해 협의하기 위해 보스턴에서 통신 위원회가 구성되었다. 버지니아에서는 버지니아 의회가 너무나 경악하여 13개 식민지 전역의 유사한 위원회와 협의하기 위해 식민지 간 통신 위원회를 구성하기도 했다.
존 앨런 목사는 보스턴의 세컨드 침례교회에서 가스피 사건을 이용하여 탐욕스러운 군주, 부패한 판사, 런던 정부의 음모에 대해 청중에게 경고하는 설교를 했다. 이 설교는 네 개의 식민지 도시에서 일곱 번 인쇄되어 식민지 미국에서 가장 인기 있는 팜플렛 중 하나가 되었다. 이 팜플렛과 수많은 식민지 신문 편집자들의 사설은 1772년의 활동 침체기에서 식민지 휘그당을 일깨웠고, 이로써 렉싱턴 콩코드 전투로 절정에 달하는 일련의 갈등을 시작했다.

## 여파와 유산
영국 당국은 더딩스턴을 쏜 사람들과 가스피 호를 파괴한 사람들을 체포하고 재판에 회부할 것을 요구했다. 원턴 주지사와 세션스 부지사도 같은 생각을 표명했지만, 동료 로드아일랜드 주민들을 처벌하는 데는 열의가 부족했다. 가스피 호의 영국 해군 사관생도는 공격자들을 "내 서랍에서 내 서류를 읽고 검토하고 있던 상인들과 선장들"이라고 묘사했다.
몬태규 제독은 스쿠너가 불탄 지 거의 한 달이 지난 7월 8일 원턴 주지사에게 서신을 보냈고, 6월 9일 방화에 참여했다고 주장하는 고용인 애런 브릭스의 진술을 활용했다. 몬태규는 다양한 수준의 세부 정보로 다섯 명의 로드아일랜드 주민들을 지목했으며, 원턴이 이들을 조사하여 처벌해 줄 것을 원했다: 존 브라운 1세, 조지프 브라운, 시메온 포터, 윅스 박사, 그리고 리치먼드.
원턴 주지사는 애런 브릭스의 주장을 조사하여 이 요구에 응답했다. 브릭스가 일했던 프루던스 섬 농장의 소유주인 새뮤얼 톰킨스와 새뮤얼 서스턴은 6월 9일 그의 진술에 이의를 제기하는 증언을 했다. 두 사람 모두 브릭스가 6월 9일 저녁과 6월 10일 아침 일찍 일터에 있었다고 진술했다. 또한 원턴은 브릭스와 함께 일하던 다른 두 명의 고용인으로부터 추가 증거를 받았는데, 둘 다 브릭스가 문제의 밤 내내 현장에 있었다고 진술했다. 따라서 원턴은 브릭스가 단순한 사기꾼에 불과하다고 믿었다. 더딩스턴과 몬태규는 원턴의 주장에 이의를 제기했으며, 몬태규는 "많은 확증적인 상황으로 미루어 볼 때, 그가 사기꾼이 아니라는 것이 나에게는 분명하다"고 말했다.
역사가 조이 라 네브 드프란체스코는 가스피 사건이 로드아일랜드 식민지 엘리트들이 식민지 경제의 중추를 이루는 삼각 노예 무역에 대한 자신들의 개입을 보호하려는 욕구에서 비롯되었다고 주장했다. 드프란체스코는 영국 규제가 로드아일랜드 상인들, 그들 중 다수가 가스피 공격에 참여했는데, 노예 제도와 럼주 및 당밀 무역과 같은 노예 무역에 의존하는 산업에서 이익을 얻는 능력을 위협했다고 지적했다. 드프란체스코는 식민지 주민들의 "자유를 위한 싸움이라고 생각했던 것이 사실 노예 사업에서 이익을 얻을 자유를 위한 싸움이었다"고 썼고, 로드아일랜드에서 이 사건을 기념하는 것이 "노예 제도에 대한 뉴잉글랜드의 역사적 망각"을 나타낸다고 주장했다.

## 기념
포터셋 빌리지는 매년 가스피 데이즈 축제와 퍼레이드로 가스피 사건을 기념한다. 이 여러 날에 걸친 행사에는 불꽃놀이, 예술 공예품, 경주 등이 포함되지만, 하이라이트는 가스피를 인형으로 불태우는 것과 다른 오락 요소가 있는 가스피 데이즈 퍼레이드이다.

## 같이 보기
- 캐롤라인 사건
- 가스피 사건의 역사학
- HMS 다이아나 (1775년)

## 더 읽어보기
- Armstrong, Commander Benjamin F. (U.S. Navy) (February 2016). “An Act of War on the Eve of Revolution”. 《Naval History Magazine》. 30권 1호. 2020년 10월 24일에 원본 문서에서 보존된 문서. 2025년 6월 9일에 확인함.

- Leslie, William R. “The Gaspee Affair: A Study of Its Constitutional Significance.” Mississippi Valley Historical Review 39#2 1952, pp. 233–56. JSTOR 1892182.

- Miao, Michelle. “Kindling the Flame of Revolution: Communication and Committees of Correspondence in Colonial America.” The History Teacher 55#1 2021, pp. 121–36. JSTOR 27201481 It was very widely reported in all13 colonies.

- Messer, Peter C. “A Most Insulting Violation The Burning of the HMS ‘Gaspee’ and the Delaying of the American Revolution.” New England Quarterly 88#4 2015, pp. 582–622. JSTOR 24718882

- Morgan, Gwenda, and Peter Rushton. “Arson, Treason and Plot: Britain, America and the Law, 1770-1777.” History 100#3 2015, pp. 374–91. JSTOR 24809702 On the British legal perspectives.

- Park, Steven (2016). 《The Burning of His Majesty's Schooner Gaspee: An Attack on Crown Rule Before the American Revolution》. Westholme Publishing. ISBN 978-1-59416-267-1.
  - Park, Steven H. "The burning of HMS Gaspee and the limits of eighteenth -century British imperial power" (PhD dissertation, U of Connecticut; ProQuest Dissertations & Theses,  2005. 3195552). Argues the controversy awakened the colonists to the threat the British government posed to their liberties.

- Rhoden, Nancy L. ed. English Atlantics Revisited: Essays Honouring Professor Ian K. Steele (McGill-Queen's University Press, 2007), Canadian historians emphasize importance of London's mishandling of the affair in angering Americans.

## 1차 자료
- Staples, William R. ed. The Documentary History of the Destruction of the Gaspee (Providence: Knowles, Vose, and Anthony, 1845; reprinted 1990). online